# 大阪国際女子大学
大阪国際女子大学（おおさかこくさいじょしだいがく、英語: Osaka International University for Woman、公用語表記: 大阪国際女子大学）は、大阪府枚方市杉に本部を置いていた日本の私立大学である。1965年に設置され、2002年に廃止された。
1929年に設立された帝国高等女学校を源とする学校法人大阪国際学園傘下の二つの大学、大阪府守口市にキャンパスを置く大阪国際女子大学及び大阪国際女子短期大学と、大阪府枚方市に1988年開学した大阪国際大学が、2002年に統合し、大阪国際大学及び大阪国際大学短期大学部となった。

## 沿革
- 1929年 - 帝国高等女学校の設立
- 1965年 - 帝国女子大学設立、家政学部に家政学科を設置
- 1966年 - 帝国女子大学家政学部に食物学科を設置
- 1968年 - 帝国女子大学家政学部食物学科に栄養士課程を付設
- 1969年 - 帝国女子大学家政学部に被服学科を設置
- 1972年 - 帝国女子大学家政学部に児童学科を設置
- 1975年 - 帝国女子大学家政学部家政学科を廃止
- 1992年 - 帝国女子大学を大阪国際女子大学と名称変更。大阪国際女子大学の家政学部を改組し、人間科学部コミュニケーション学科、人間健康科学科を設置。
- 1995年 - 大阪国際女子大学家政学部（食物学科及び被服学科及び児童学科）を廃止
- 1997年 - 大阪国際女子大学人間科学部に国際コミュニケーション学科及びスポーツ行動学科を設置
- 1998年 - 大阪国際女子大学人間科学部コミュニケーション学科を社会コミュニケーション学科に改称
- 2002年 - 大阪国際大学に人間科学部を設置し大阪国際女子大学と統合、大阪国際女子短期大学を大阪国際大学短期大学部に名称変更

## 学部
- 人間科学部
  - 社会コミュニケーション学科
  - 国際コミュニケーション学科
  - 人間健康科学科
  - スポーツ行動学科